# 借方
借方（かりかた）とは、複式簿記において勘定口座の左側を指す。デビット（英: debit）ともいう。対義語は貸方。

## 含まれる要素
借方には資産の増加、負債の減少、純資産の減少、費用の発生が含まれる。
例えば、自動車を1台購入した場合自動車は資産の増加に当たるので借方に記入される。この場合自動車の購入に当てた代金は貸方に計上することになる。

## 呼び方の意味
日本に初期の複式簿記と中央銀行システムを輸入したのは福沢諭吉で、「debit」「credit」をそれぞれ「借方」「貸方」と翻訳したのは彼である。『帳合之法』33頁に「書付を上下二段に分ち、上の段には山城屋より我方へ対して同人の借の高を記し、下の段には我方より山城屋へ対して我方の借を記したるが故に」とある。
初期の財務諸表や複式簿記は債権・債務を記載する目的が主であり、主に銀行の経理で使用されていた。それを相手方から見た視点で記録していたため、借方には相手方が借りた分を記載しているという意味があった。
時代が下り、簿記技術が発展し記録する内容が金銭の貸借関係から拡大していくにつれ、単なる「左側」という意味のみの符号と化した。